# Molln
Molln est une commune autrichienne du district de Kirchdorf en Haute-Autriche.

## Géographie
Molln se situe dans la région du Traunviertel en Haute-Autriche.
Située en bordure nord du parc national de Kalkalpen, Molln abrite le siège du parc national.
Environ 70 pour cent de la commune est constituée de forêts et 20 pour cent de terres agricoles.

## Jumelages
Molln entretient les partenariats suivants
- Buseck (Allemagne)
- Tát (Hongrie)

## Personnalités
- Marlen Haushofer (1920-1970), écrivaine autrichienne de science-fiction.
- Franz Gruber (1959), skieur autrichien.